# Hapoel
Hapoel (hebr. „robotnik”) – izraelski klub sportowy.

## Historia
Został założony przez robotników w 1926 roku jako ogólnokrajowa (a właściwie ogólnopalestyńska) robotnicza organizacja sportowa. Hapoel był częścią Histadrutu. Rok później został przyjęty do Międzynarodowego Robotniczego Związku Sportowego.
Początkowo głównym celem Hapoelu, opartego na zasadach socjalistycznych, było zapewnienie sprzętu sportowego, możliwości treningu, itp., wszystkim zainteresowanym, bez względu na ich poziom sportowy. W 1935 roku członkami tej organizacji było już 10 tys. ludzi, którzy wzięli udział w zawodach organizowanych przez Hapoel, podobnym do tych urządzanych przez Maccabi.

## Hapoel Games
Hapoel Games odbywają się co 4 lata. Pierwsze Hapoel Games zorganizowano w 1928 roku w Tel Awiwie. Następne miały miejsce w latach 1930, 1932, 1935, 1952, 1956, 1961, 1966, 1971, 1975, 1979, 1983, 1987, 1991 i 1995 (wszystkie miały miejsce w Tel Awiwie).
W odróżnieniu od Olimpiady Machabejskiej, w zawodach uczestniczą nie tylko żydowscy sportowcy. Dotychczas na imprezach organizowanych przez Hapoel pojawili się zawodnicy z ponad 70 krajów.